# Ветрилото на лейди Уиндърмиър
„Ветрилото на лейди Уиндърмиър“ (на английски: Lady Windermere's Fan) е комедийна пиеса на Оскар Уайлд. Изнесена е за пръв път на 22 февруари 1892 година и е публикувана на следващата година.

## Място на действието
Действието се развива в Лондон, в продължение на двадесет и четири часа, като започва във вторник следобед и завършва на другия ден в един и половина на обед.
- Първо действие – малка приемна в дома на лорд Уиндърмиър
- Второ действие – салон в дома лорд Уиндърмиър
- Трето действие – апартаментът на лорд Дарлингтън
- Четвърто действие – също като в Първо действие

## Действащи лица
- Лорд Уиндърмиър
- Лорд Дарлингтън
- Лорд Огъстъс Лортън
- Мистър Дъмби
- Мистър Сесил Греъм
- Мистър Хопър
- Паркър – иконом
- Лейди Уиндърмиър
- Херцогиня Берик
- Лейди Агата Карлайл
- Лейди Плимдейл
- Лейди Стътфийлд
- Лейди Джедбъро
- Мисис Каупър-Каупър
- Мисис Ърлин
- Розали – прислужница

## Адаптации
Пиесата претърпява многобройни адаптации, включително и филмови:
- 1925 „Ветрилото на лейди Уиндърмиър“ – ням филм.
- 1949 „Ветрилото“ (The Fan).
- 1985 „Ветрилото на лейди Уиндърмиър“ – адаптация на Би Би Си.
- 2005 „Добра жена“ (A Good Woman) – филмът премества действието в Италия през 1930-те години.